# Nephritica
Nephritica је род слатководних шкољки из породице Unionidae, речне шкољке.

## Врсте
Врсте у оквиру рода Nephritica:
- Nephritica haricotti (Frierson, 1927)
- Nephritica poeyana (Lea, 1857)